# Le Nouvel Angyo Onshi
Le Nouvel Angyo Onshi (新暗行御史, Shin Angyo Onshi) est un manga seinen écrit par Youn In-wan et illustré par Yang Kyung-il, publié au Japon entre 2001 et 2007 par Shōgakukan en dix-sept volumes. La version française est éditée par Pika.
Bien que les auteurs soient coréens, il est considéré comme un manga car prépublié et publié au Japon.
En 2019, une version retouchée et entièrement colorisée est diffusé en format webcomic par Ylab. Elle est également disponible en version française depuis le 17 avril 2024, sous son titre anglophone : Blade of the Phantom Master.

## Histoire
L'histoire se passe dans une contrée inconnue. Après la chute de l'empire Jushin et à la mort de l'empereur, le pays se trouve plongé dans le chaos, laissant régner la terreur et la loi du plus fort. Agents secrets du royaume disparu, les Angyo Onshi avaient pour mission de veiller au respect des lois et châtier les gouverneurs oppressant le peuple. Aujourd’hui, un Angyo Onshi dénommé Mun-su poursuit cette mission à travers le pays dévasté, accompagné de son fidèle garde du corps (sando) Chun-Hyang, de son écuyer et d'une petite chauve-souris du désert.

## Magie et technologie
Il existe dans le monde de Shin Angyo Onshi des magies anciennes et folkloriques. Ainsi, on retrouve tout au long de l'aventure des personnages ou des histoires tirées de contes coréens, japonais, chinois voire occidentaux. 
De plus chaque Angyo Onshi possède un mahai, un médaillon magique en bronze sur lequel est gravé un, deux ou trois chevaux, définissant le rang et la puissance de son possesseur :
- le mahai à un cheval ne permet que de réquisitionner des chevaux et des soldats ;
- le mahai à deux chevaux permet d'invoquer quelques sorciers ;
- le mahai à trois chevaux permet d'invoquer les soldats fantômes, une des anciennes unités d'élite de Jushin, réputée imbattable. Seuls les plus grands Angyo Onshi en possèdent. Son niveau de puissance est celui d'une armée ;
- le double mahai à deux chevaux (unique), permet l'invocation de la légendaire unité de l'ombre.

Les mahai sont les symboles des Angyo Onshi, qui sont les seuls à pouvoir les utiliser. Et malgré leur puissance, ils ne suffisent pas toujours à l'Angyo Onshi pour gagner.
Ces éléments de fantastique ne doivent pas occulter le fait que l'environnement dans lequel se déploie l'histoire reste très réaliste. Lorsque le royaume de Jushin existait, les armes à feu n'étaient tolérés que pour un très petit nombre d'individus (comme les Angyo Onshi par exemple), mais sa chute va entrainer leur prolifération massive à travers tout le pays. L'apparition d'armes de l'Ouest (pistolets, fusils, pistolets-mitrailleurs, etc.) marque ainsi le passage d'une société médiévale à l'ère moderne de la technologie et rappelle en partie la période qu'a connu le Japon lors de l'ère Meiji.

## Personnages
Munsu (文秀/문수) : Ancien général très respecté de l'armée de Jushin et ami proche de l'empereur, Mun-su demeure être par la suite un des derniers Angyo Onshi parcourant ce qui reste du royaume. Il est affecté d'une mystérieuse malédiction qui l'affaiblit. Il possède un mahai à trois chevaux.
Accusé du déclin du Jushin et de la mort du roi par la plupart de ses ex-alliés, Mun-su verra de nombreux obstacles se dresser sur son chemin.  
Calculateur, froid et manipulateur, il refuse l'étoffe de héros qu'on lui donne et n'hésite pas à s'en prendre à un peuple qu'il défend indirectement en tuant les gouverneurs véreux. En effet, il incite souvent les gens opprimés (par la faim, le désespoir, la mort...) à se rebeller et à devenir forts par eux-mêmes plutôt que d'attendre la venue d'un miracle qui les sortiraient de leur misère. C'est un homme réaliste qui ne mâche pas ses mots et qui ne craint rien ni personne. 
Malgré son indifférence et son caractère cynique, ses actions concrètes et efficaces rallieront autour de lui des personnes qui croiront en lui.
Chun-Hyang (春香/산도) : Chun-Hyang était à l'origine prédestinée à devenir le Sando (garde du corps) de son fiancé Mong-Ryong qui tentait de devenir Angyo Onshi. Mais Mong-Ryong mourut au côté de Mun-Su avant d'avoir accomplit son rêve. 
Chun-Hyang rencontrera par la suite Mun-Su et le rejoindra pour devenir son Sando après avoir appris les circonstances de la mort de Mong-Ryong.
En servant Mun-Su, elle poursuit ainsi la volonté et les rêves de justice de son défunt fiancé.
Chun-Hyang semble avoir été programmé pour le combat. Rapide, agile et très puissante, elle se sert d'une impressionnante épée et d'une énorme griffe d'acier. Elle doute néanmoins beaucoup d'elle-même mais aussi de Mun-Su qu'elle trouve sans pitié. 
Néanmoins une relation de confiance s'installe entre eux et Chun-Hyang devient de plus en plus attachée à lui. Elle n'en reste pas moins une jeune fille timide, sensible et peu bavarde qui attache une grande importance quant à l'opinion de Mun-Su à son sujet.
L'Ecuyer : Homme fidèle de Mun-Su, il fait entre autres la cuisine, le lavage, le ménage... 
Il est drôle et astucieux mais essentiellement peureux, pleurnichard et sans réelle habileté. Néanmoins, sa grande volonté de servir malgré toutes les difficultés un Angyo Onshi va obliger Mun-Su à l'accepter comme écuyer. Il se révèlera fiable et prêt à se sacrifier pour la bonne cause.
Ajite : Ancien conseiller du royaume de Jushin mais également ancien ami de Mun-su. Ce dernier poursuit sans relâche celui qu'il accuse d'être la cause réelle de la destruction du royaume.  
Miss Fang : Bien qu'apparue tout d'abord en tant que propriétaire d'une taverne, elle se révélera être une Angyo Onshi. Elle possède deux mahai à deux chevaux permettant d'invoquer l'unité de l'ombre, composée uniquement de femmes, et qui semble pouvoir lutter contre la magie, contrairement aux guerriers fantômes de Mun-Su, et son Sando est une bête dont la forme évoque un dragon chinois. À noter qu'elle ne possédait pas d'écuyer au départ, mais en accepte un par la suite (Ulpaso).
Ulpaso : Ancien membre de la brigade des tigres blancs de Jushin, il tient Mun-Su pour responsable de la chute de Jushin. Il est maintenant l'écuyer de Miss Fang.
Wonsul (元述/원술) : Ancien membre de l'unité des fleurs, une des unités d'élite de Jushin. Il était un des lieutenants de Mun-Su. Il a pour arme Salyongdo, une arme spirituelle guidée par la seule volonté du Wonsul (dans les mains d'une autre personne, ce n'est qu'une garde d'épée)et qui par conséquent peut changer de forme à volonté voir passer au travers des armures. Pour avoir une telle maîtrise de sa lame il a suivi la voie de l'épée sacrée. D'abord tué par Chun-Hyang il sera ressuscité par Ajite.  Personnage alors puissant et mort vivant, il rejoint Mun-Su par conviction : Mun-su est pour beaucoup de personnes l'unique personne capable de venir à bout d'Ajite. 
Mito : Le créateur des mahai. Il vit depuis la chute du royaume retiré dans la région des Sept Pics en tant que forgeron. Au temps du Jushin, Maître Mito était le grand mage du roi (Hemosu). 
Marlène Von Lucida : Fameuse escrimeuse occidentale qui accompagne les troupes de l'Ouest venues envahir la région de Koguryo. Elle cherche à dépasser les limites de sa technique.

## Les origines
Le nouvel Angyo Onshi Les origines (Shin Angyo Onshi Gaiden) : après les aventures de Mun-Su, un ancien militaire devenu justicier dans la série Le Nouvel Angyo Onshi, un supplément propose un retour vers le passé pour découvrir comment Mon-Ryong, un jeune vétérinaire amoureux de la belle Chun-Yang, l'écuyer, Kewil-Hyang, Hemosu et Mun-Su se sont rencontrés et ont parcouru un bout de chemin ensemble.

## Film d'animation

### Distribution
| Personnage | Doubleur japonais |
| ---------- | ----------------- |
| Munsu      | Keiji Fujiwara    |
| Sando      | Sanae Kobayashi   |
| Monryo     | Daisuke Kishio    |
| Jyun       | Jun Fukushima     |
| Mari       | Romi Paku         |
| Byon       | Ryusei Nakao      |
| Yuite      | Mitsuru Miyamoto  |
| Ou         | Noriko Hidaka     |